# Crismera

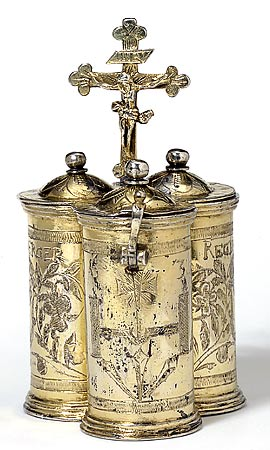
Crismera per l'oli ritual d'Alemanya, 1636 (plata-daurada, Victoria and Albert Museum, Londres).

Un crismal és un vas cilíndric o menut pitxer de metall amb tapa destinada a guardar els Sants Olis i el crisma. Quan són pitxers de gran grandària com els que s'usen en les catedrals es denominen àmfores, i daten del segle iv. Amb el temps es van diversificar els recipients en funció del seu ús litúrgic.